# مسابقات قهرمانی باشگاه‌های جهان ۲۰۰۰
مسابقات قهرمانی باشگاه‌های جهان ۲۰۰۰، اولین دوره جام باشگاه‌های جهان، مسابقات قهرمانی باشگاه‌های جهان برای تیم‌های فوتبال باشگاه‌های مردان بود. این تورنمنت از ۵ تا ۱۴ ژانویه ۲۰۰۰ در برزیل برگزار شد. فیفا به عنوان نهاد حاکم بین‌المللی فوتبال، برزیل را به عنوان کشور میزبان در ۸ ژوئن ۱۹۹۹ انتخاب کرد، زیرا این پیشنهاد از بین چهار نامزد قوی‌ترین بود. قرعه کشی در کاخ کوپاکابانا در ریو دو ژانیرو در ۱۴ اکتبر ۱۹۹۹ انجام شد. همه مسابقات در ورزشگاه ماراکانا ریو دو ژانیرو یا ورزشگاه مورومبی سائو پائولو برگزار شد.
هشت تیم، دو تیم از آمریکای جنوبی، دو تیم از اروپا و هر کدام یک تیم از آمریکای شمالی، آفریقا، آسیا و اقیانوسیه وارد مسابقات شدند. اولین بازی جام باشگاه‌های جهان در سائو پائولو برگزار شد و تیم رئال مادرید اسپانیا با نتیجه ۳–۱ تیم النصر عربستان سعودی را شکست داد. نیکولا آنلکا بازیکن رئال مادرید در دقیقه ۲۱ اولین گل تاریخ جام باشگاه‌های جهان را به ثمر رساند. بعداً در همان روز، دیدا دروازه‌بان کورینتیانس اولین کلین شیت را در مسابقات حفظ کرد زیرا تیمش تیم مراکشی الرجا کازابلانکا را ۲–۰ شکست داد.
کورینتیانس و واسکو دوگاما هر کدام در گروه‌های خود پیروز شدند تا به فینال راه پیدا کنند. در مقابل ۷۳٬۰۰۰ تماشاگر، فینال با تساوی ۰–۰ پس از وقت اضافه به پایان رسید. این عنوان توسط ضربات پنالتی تعیین شد که کورینتیانس با نتیجه ۴–۳ پیروز شد. به عنوان قهرمان، کورینتیانس ۶ میلیون دلار جایزه دریافت کرد، در حالی که واسکو دوگاما ۵ میلیون دلار دریافت کرد. نیکاکسا در مسابقه رده‌بندی رئال مادرید را شکست داد و به مقام سوم دست یافت و ۴ میلیون دلار کسب کرد. رئال مادرید ۳ میلیون دلار دریافت کرد و سایر تیم‌های باقی مانده ۲٫۵ میلیون دلار دریافت کردند.

## گزینش میزبان
در ابتدا ۹ نامزد برای میزبانی رقابت وجود داشت: چین، برزیل، مکزیک، پاراگوئه، عربستان سعودی، تاهیتی، ترکیه، ایالات متحده آمریکا و اروگوئه. از این نه نفر، تنها عربستان سعودی، مکزیک، برزیل و اروگوئه علاقه خود را به فیفا تأیید کردند. در ۷ ژوئن ۱۹۹۹، کمیته اضطراری فیفا طی نشست خود در قاهره، مصر، برزیل را به عنوان میزبان مسابقات منصوب کرد.

## تیم‌های حاضر
تیم‌های حاضر در این مسابقات، از طریق شش مسابقات بزرگ از شش قاره موفق به رسیدن به مسابقات قهرمانی باشگاه‌های جهان ۲۰۰۰ شدند.
| تیم              | کنفدراسیون       | صلاحیت                                        |
| ---------------- | ---------------- | --------------------------------------------- |
| کورینتیانس       | کونمبول (میزبان) | قهرمان سری آ برزیل ۱۹۹۸                       |
| النصر            | ای‌اف‌سی           | قهرمان سوپر جام آسیا ۱۹۹۸                     |
| منچستر یونایتد   | یوفا             | قهرمان لیگ قهرمانان اروپا ۹۹–۱۹۹۸             |
| نیکاکسا          | کونکاکاف         | قهرمان جام قهرمانان کونکاکاف ۱۹۹۹             |
| الرجا کازابلانکا | کاف              | قهرمان لیگ قهرمانان آفریقا ۱۹۹۹               |
| رئال مادرید      | یوفا             | قهرمان جام بین قاره‌ای ۱۹۹۸                    |
| ملبورن جنوبی     | اواف‌سی           | قهرمان مسابقات باشگاهی قهرمانی اقیانوسیه ۱۹۹۹ |
| واسکو دوگاما     | کونمبول          | قهرمان جام لیبرتادورس ۱۹۹۸                    |

## ورزشگاه‌ها
| سائو پائولو                                                  | ریو دو ژانیروسائو پائولو · | ریو دو ژانیرو                                                 |
| ------------------------------------------------------------ | -------------------------- | ------------------------------------------------------------- |
| مورومبی                                                      | ریو دو ژانیروسائو پائولو · | ماراکانا                                                      |
| ۲۳°۳۶′۰″ جنوبی ۴۶°۴۳′۱۲″ غربی / ۲۳٫۶۰۰۰۰°جنوبی ۴۶٫۷۲۰۰۰°غربی | ریو دو ژانیروسائو پائولو · | ۲۲°۵۴′۴۲″ جنوبی ۴۳°۱۳′۴۹″ غربی / ۲۲٫۹۱۱۶۷°جنوبی ۴۳٫۲۳۰۲۸°غربی |
| گنجایش: ۸۰٬۰۰۰                                               | ریو دو ژانیروسائو پائولو · | گنجایش: ۱۰۳٬۰۲۲                                               |
|                                                              | ریو دو ژانیروسائو پائولو · |                                                               |

## داوران مسابقات
هشت داور از شش کنفدراسیون قاره‌ای، هر کدام به همراه یک کمک داور تعیین شدند.
| کنفدراسیون | داور(ها)                    | کمک داور(ها)                 |
| ---------- | --------------------------- | ---------------------------- |
| ای‌اف‌سی     | سعد کمیل                    | سرگئی اوفیمتسف               |
| کاف        | فالا ندویه                  | علی توموسانگو                |
| کونکاکاف   | ویلیام ماتوس وگا            | حصیب محمد                    |
| کونمبول    | هوراسیو الیزوندو اسکار رویز | میگل گیاکوموزی فرناندو کرسکی |
| اواف‌سی     | درک روگ                     | لاویتالا سیوآموا             |
| یوفا       | استفانو براسچی دیک جول      | جنز لارسن جاک پوسیگیل        |

## فرمت
مسابقات در سائو پائولو و ریو دو ژانیرو برگزار شد. تیم‌ها به دو گروه چهار تیمی تقسیم شدند که تیم برتر هر گروه به فینال راه یافت و دو تیم دوم برای کسب مقام سوم به مصاف هم رفتند.

## مرحله گروهی

### گروه A
| تیم              | بازی | برد | مساوی | باخت | گل زده | گل خورده | گل تفاضل | امتیاز |
| ---------------- | ---- | --- | ----- | ---- | ------ | -------- | -------- | ------ |
| کورینتیانس       | ۳    | ۲   | ۱     | ۰    | ۶      | ۲        | ۴+       | ۷      |
| رئال مادرید      | ۳    | ۲   | ۱     | ۰    | ۸      | ۵        | ۳+       | ۷      |
| النصر            | ۳    | ۱   | ۰     | ۲    | ۵      | ۸        | ۳−       | ۳      |
| الرجا کازابلانکا | ۳    | ۰   | ۰     | ۳    | ۵      | ۹        | ۴−       | ۰      |

| رئال مادرید                                | ۳–۱   | النصر                 |
| ------------------------------------------ | ----- | --------------------- |
| آنلکا ۲۱' · رائول ۶۱' · ساویو ۶۹' (پنالتی) | گزارش | البیشی ۴۵+۱' (پنالتی) |

| کورینتیانس                 | ۲–۰   | الرجا کازابلانکا |
| -------------------------- | ----- | ---------------- |
| لوئیزائو ۵۰' · لوسیانو ۶۴' | گزارش |                  |

| رئال مادرید    | ۲–۲   | کورینتیانس       |
| -------------- | ----- | ---------------- |
| آنلکا ۱۹'، ۷۱' | گزارش | ادیلسون ۲۸'، ۶۴' |

| الرجا کازابلانکا                                    | ۳–۴   | النصر                                      |
| --------------------------------------------------- | ----- | ------------------------------------------ |
| البیشی ۲۵' (گل‌به‌خودی) · المبارکی ۶۷' · القرقوری ۷۳' | گزارش | امین ۴' · بهجا ۴۹' · البیشی ۵۱' · صایب ۸۶' |

| رئال مادرید                        | ۳–۲   | الرجا کازابلانکا       |
| ---------------------------------- | ----- | ---------------------- |
| ئیه‌رو ۴۹' · مورینتس ۵۳' · جرمی ۸۸' | گزارش | اشامی ۲۸' · مستودع ۵۹' |

| النصر | ۰–۲   | کورینتیانس                  |
| ----- | ----- | --------------------------- |
|       | گزارش | ریکاردینیو ۲۴' · رینکون ۸۱' |

### گروه B
| تیم            | بازی | برد | مساوی | باخت | گل زده | گل خورده | گل تفاضل | امتیاز |
| -------------- | ---- | --- | ----- | ---- | ------ | -------- | -------- | ------ |
| واسکو دوگاما   | ۳    | ۳   | ۰     | ۰    | ۷      | ۲        | ۵+       | ۹      |
| نیکاکسا        | ۳    | ۱   | ۱     | ۱    | ۵      | ۴        | ۱+       | ۴      |
| منچستر یونایتد | ۳    | ۱   | ۱     | ۱    | ۴      | ۴        | ۰        | ۴      |
| ملبورن جنوبی   | ۳    | ۰   | ۰     | ۳    | ۱      | ۷        | ۶−       | ۰      |

| منچستر یونایتد | ۱–۱   | نیکاکسا       |
| -------------- | ----- | ------------- |
| یورک ۸۸'       | گزارش | مونتسینوس ۱۴' |

| واسکو دوگاما             | ۲–۰   | ملبورن جنوبی |
| ------------------------ | ----- | ------------ |
| فیلیپه ۵۳' · ادموندو ۸۶' | گزارش |              |

| منچستر یونایتد | ۱–۳   | واسکو دوگاما                   |
| -------------- | ----- | ------------------------------ |
| بات ۸۱'        | گزارش | روماریو ۲۴'، ۲۶' · ادموندو ۴۳' |

| ملبورن جنوبی       | ۱–۳   | نیکاکسا                                                   |
| ------------------ | ----- | --------------------------------------------------------- |
| آناستاسیادیس ۴۵+۲' | گزارش | مونتسینوس ۱۹' (پنالتی) · دلگادو ۲۹' · کابررا ۷۹' (پنالتی) |

| منچستر یونایتد | ۲–۰   | ملبورن جنوبی |
| -------------- | ----- | ------------ |
| فورچون ۸'، ۲۰' | گزارش |              |

| نیکاکسا    | ۱–۲   | واسکو دوگاما             |
| ---------- | ----- | ------------------------ |
| آگیناگا ۵' | گزارش | اودوان ۱۴' · روماریو ۶۹' |

## مرحله حذفی

### رده‌بندی
| رئال مادرید                                 | ۱–۱ (و.ا.) | نیکاکسا                                    |
| ------------------------------------------- | ---------- | ------------------------------------------ |
| رائول ۱۵'                                   | گزارش      | دلگادو ۵۸'                                 |
| ضربات پنالتی                                |            |                                            |
| اتوئو · هلگوئرا · مک‌منمن · مورینتس · دورادو | ۳–۴        | ولاسکوئز · کابررا · پرز · آگیناگا · دلگادو |

### فینال
| کورینتیانس                                            | ۰–۰ (و.ا.) | واسکو دوگاما                                        |
| ----------------------------------------------------- | ---------- | --------------------------------------------------- |
|                                                       | گزارش      |                                                     |
| ضربات پنالتی                                          |            |                                                     |
| رینکون · فرناندو بایانو · لوئیزائو · ادو · مارسیلینیو | ۴–۳        | روماریو · آلکس اولیویرا · گیلبرتو · ویولا · ادموندو |

## قهرمان
| قهرمان جام باشگاه‌های جهان ۲۰۰۰ |
| ------------------------------ |
| کورینتیانس                     |
| اولین قهرمانی                  |

## گلزنان
| رتبه | بازیکن            | تیم              | گل |
| ---- | ----------------- | ---------------- | -- |
| ۱    | نیکولا آنلکا      | رئال مادرید      | ۳  |
| ۱    | روماریو           | واسکو دوگاما     | ۳  |
| ۳    | فهد البیشی        | النصر            | ۲  |
| ۳    | آگوستین دلگادو    | نیکاکسا          | ۲  |
| ۳    | ادیلسون           | کورینتیانس       | ۲  |
| ۳    | ادموندو           | واسکو دوگاما     | ۲  |
| ۳    | کوئینتون فورچون   | منچستر یونایتد   | ۲  |
| ۳    | کریستین مونتسینوس | نیکاکسا          | ۲  |
| ۳    | رائول             | رئال مادرید      | ۲  |
| ۱۰   | یوسف آشامی        | الرجا کازابلانکا | ۱  |
| ۱۰   | الکس آگیناگا      | نیکاکسا          | ۱  |
| ۱۰   | فؤاد انور         | النصر            | ۱  |
| ۱۰   | جان آناستاسیادیس  | ملبورن جنوبی     | ۱  |
| ۱۰   | احمد بهجه         | النصر            | ۱  |
| ۱۰   | نیکی بات          | منچستر یونایتد   | ۱  |
| ۱۰   | سالوادور کابررا   | نیکاکسا          | ۱  |
| ۱۰   | طلال القرقوری     | الرجا کازابلانکا | ۱  |
| ۱۰   | بوشعیب المبارکی   | الرجا کازابلانکا | ۱  |
| ۱۰   | فیلیپه            | واسکو دوگاما     | ۱  |
| ۱۰   | جرمی              | رئال مادرید      | ۱  |
| ۱۰   | فرناندو ئیه‌رو     | رئال مادرید      | ۱  |
| ۱۰   | فابیو لوسیانو     | کورینتیانس       | ۱  |
| ۱۰   | لوئیزائو          | کورینتیانس       | ۱  |
| ۱۰   | فرناندو مورینتس   | رئال مادرید      | ۱  |
| ۱۰   | مصطفی مستودع      | الرجا کازابلانکا | ۱  |
| ۱۰   | اودوان            | واسکو دوگاما     | ۱  |
| ۱۰   | ریکاردینیو        | کورینتیانس       | ۱  |
| ۱۰   | فردی رینکون       | کورینتیانس       | ۱  |
| ۱۰   | موسی صایب         | النصر            | ۱  |
| ۱۰   | ساویو             | رئال مادرید      | ۱  |
| ۱۰   | دوایت یورک        | منچستر یونایتد   | ۱  |

۱ گل به خودی
- فهد البیشی (النصر، در مقابل الرجا کازابلانکا)

برخی منابع اولین گل الرجا کازابلانکا را به عمر النجاری نسبت می‌دهند. با این حال، گروه مطالعات فنی فیفا آن را به عنوان یک گل به خودی اعلام کرد، زیرا ضربه آزاد نجاری توسط فهد البیشی منحرف شد. برخی منابع به اشتباه گل به خودی را به مهدی الدوساری (که در زمین حضور نداشت) یا محیسن الجمعان نسبت می‌دهند.

## جوایز
در پایان مسابقات جوایز زیر اهدا شد:
| توپ طلایی آدیداس                                  | توپ نقره آدیداس                                   | توپ برنز آدیداس                                                      |
| ------------------------------------------------- | ------------------------------------------------- | -------------------------------------------------------------------- |
| ادیلسون (کورینتیانس)                              | ادموندو (واسکو دوگاما)                            | روماریو (واسکو دوگاما)                                               |
| کفش طلایی آدیداس                                  | کفش طلایی آدیداس                                  | توپ برنز آدیداس                                                      |
| نیکولا آنلکا (رئال مادرید) روماریو (واسکو دوگاما) | نیکولا آنلکا (رئال مادرید) روماریو (واسکو دوگاما) | آگوستین دلگادو (نیکاکسا) ادیلسون (کورینتیانس) ادموندو (واسکو دوگاما) |
| ۰ گل، ۳ پاس گل                                    | ۰ گل، ۳ پاس گل                                    | ۱ گل، ۲ پاس گل                                                       |
| جایزه بازی جوانمردانه                             |                                                   |                                                                      |
| النصر                                             |                                                   |                                                                      |

علاوه بر این، فیفا یک تیم تمام ستاره متشکل از یازده شروع کننده و هفت بازیکن تعویضی را معرفی کرد.
| دروازه‌بانان          | مدافعان | هافبک‌ها                                                                                             | مهاجمان                                                                  |
| -------------------- | --- | --------------------------------------------------------------------------------------------------- | ------------------------------------------------------------------------ |
| دیدا (کورینتیانس)    | - سرجیو آلماگوئر (نیکاکسا) - فرناندو ئیه‌رو (رئال مادرید) - میشل سالگادو (رئال مادرید) - یاپ استام (منچستر یونایتد) | - فیلیپه (واسکو دوگاما) - روی کین (منچستر یونایتد) - فردی رینکون (کورینتیانس) - ساویو (رئال مادرید) | - آگوستین دلگادو (نیکاکسا) - روماریو (واسکو دوگاما)                      |
| تعویض‌ها              | | |                                                                          |
| هلتون (واسکو دوگاما) | خوزه میلیان (نیکاکسا)                                                                                              | - آمارال (واسکو دوگاما) - جونینیو (واسکو دوگاما)                                                    | - احمد بهجه (النصر) - ادیلسون (کورینتیانس) - کریستین مونتسینوس (نیکاکسا) |